# Nagyszalánc (Herencsvölgy)
Nagyszalánc (szlovákul: Veľký Slanec) Herencsvölgy városrésze Szlovákiában, a Besztercebányai kerületben, a Gyetvai járásban.

## Fekvése
Herencsvölgy központjától nyugatra fekszik.

## Története
1891-ben csatolták Herencsvölgyhöz. Területe a trianoni diktátumig Zólyom vármegye Nagyszalatnai járásához tartozott.

## Lásd még
- Herencsvölgy
- Fehérvíz
- Felsőherencs
- Kisszalánc
- Szalatnahegy